# Provincia de Ica
La provincia de Ica es una de las cinco que conforman el departamento de Ica en el Perú. Está ubicada en la costa central, en la parte central del departamento. Limita por el norte con la provincia de Pisco, por el este con el departamento de Huancavelica y con la provincia de Palpa, por el sur con la provincia de Nasca y al oeste con el océano Pacífico.

## Historia

### Época inca
La provincia de Ica fue parte de las culturas prechavín, paracas, wari y nazca, y por un tiempo formó parte del Chinchaysuyo, el cual quedó dividido en Hanan Ika y Hurin Ika, siendo parte del primero tras la llegada del inca Pachacútec. La agricultura se consolidó gracias a la achirana que fue hecha en honor a una bella.
Tras la llegada española, se tuvo que unificar Hanan y Hurin para fundarla como Villa de Valverde del Valle de Ica, desde 1640.

### Época republicana
La provincia de Ica se creó por decreto el 4 de agosto de 1821, cuando el Perú organizaba su territorio en regiones, departamentos y distritos, luego de permanecer en la jurisdicción de Lima hasta 1855, cuando Ramón Castilla la separó por su crecimiento creando esta provincia junto a San Juan Bautista, Yauca del Rosario, Humay y Chunchanga. Y naciendo el departamento de Ica con los entonces valles de Pisco, Palpa y Nasca. Con el paso del tiempo, el crecimiento llevó a elevar al rango de ciudad a Pisco, Palpa y Nasca.
La etapa republicana de la provincia fue marcada tanto por el desarrollo económico y desastres naturales. El primero fue sustentado gracias a la agricultura vitivinícola, siendo reconocido el buen vino y el pisco, y el segundo, tanto por terremotos e inundaciones que sufrió junto a las demás provincias.

### Actualidad
Con el paso del tiempo se fueron formando nuevos distritos, actualmente tiene catorce distritos: Ica, La Tinguiña, Los Aquijes, Ocucaje, Pachacútec, Parcona, Pueblo Nuevo, Salas, San José de los Molinos, San Juan Bautista, Santiago, Subtanjalla, Tate, Yauca del Rosario, formando la actual provincia de Ica.

## Geografía
Ica es la provincia de mayor extensión del departamento de Ica. Es zona de extensas áreas desérticas y litoral poco aprovechado. Su principal curso de agua, el río Ica, tiene una longitud de 220 km y nace en las alturas de la departamento de Huancavelica. Es poco usual que este río desemboque en el mar debido al uso que se le da a sus aguas para la agricultura de las áridas tierras iqueñas. Gracias a esto, su valle es uno de los más importantes y productivos del Perú.

## Política
La Municipalidad Provincial de Ica es el órgano que cumple al mismo tiempo las funciones de municipalidad y de Gobierno regional en la provincia. 

## División administrativa
La provincia de Ica está conformada 850 765 habitantes y constituida por 14 distritos:
| Ubigeo | Distritos (14)          | Creación      | Creación    |
| Ubigeo | Distritos (14)          | Norma         | Publicación |
| ------ | ----------------------- | ------------- | ----------- |
| 110101 | Ica                     | Decreto       | 25-06-1855  |
| 110102 | La Tinguiña             | Ley n.º 13791 | 28-12-1961  |
| 110103 | Los Aquijes             | Ley n.º 5566  | 29-11-1926  |
| 110104 | Ocucaje                 | Ley n.º 23833 | 18-05-1984  |
| 110105 | Pachacútec              | Ley n.º 15114 | 24-07-1964  |
| 110106 | Parcona                 | Ley n.º 14046 | 17-03-1962  |
| 110107 | Pueblo Nuevo            | Ley s/n       | 30-01-1871  |
| 110108 | Salas                   | Ley n.º 5030  | 11-02-1925  |
| 110109 | San José de los Molinos | Ley s/n       | 14-11-1876  |
| 110110 | San Juan Bautista       | Decreto s/n   | 24-01-1964  |
| 110111 | Santiago                | Ley s/n       | 31-10-1870  |
| 110112 | Subtanjalla             | Ley n.º 13174 | 10-02-1959  |
| 110113 | Tate                    | Ley n.º 14843 | 24-01-1964  |
| 110114 | Yauca del Rosario       | Decreto s/n   | 25-06-1855  |

## Autoridades

### Regionales
- Gobernador regional
  - 2019-2022
    - Ing. Javier Gallegos Barrientos (Obras por la Modernidad)
- Consejeros regionales
  - 2019-2022[2]

  1. César Martín Magallanes Dagnino (Fuerza Popular)
  2. Edgard Núñez Cárcamo (Movimiento Regional Obras por la Modernidad)
  3. Leslie Marielly Felices Vizarreta (Avanza País - Partido de Integración Social)

### Municipales
- 2019-2022[2]
  - Alcalde: Emma Luisa Mejía Venegas, del Movimiento Regional Obras por la Modernidad.
  - Regidores:

  1. Jorge Luis Quispe Saavedra (Movimiento Regional Obras por la Modernidad)
  2. Álvaro Jesús Huamaní Matta (Movimiento Regional Obras por la Modernidad)
  3. Clyde Maribel Hidalgo Díaz (Movimiento Regional Obras por la Modernidad)
  4. Luis Alberto Zapata Grimaldo (Movimiento Regional Obras por la Modernidad)
  5. Jacinto Roberto Roque Hernández (Movimiento Regional Obras por la Modernidad)
  6. Emma Gabriela Ceccarelli Vilca (Movimiento Regional Obras por la Modernidad)
  7. Emilda Totocayo Ventura de Manchego (Movimiento Regional Obras por la Modernidad)
  8. Raquel Graciela Espinoza Tarque (Movimiento Regional Obras por la Modernidad)
  9. César Augusto Salazar Carpio (Avanza País - Partido de Integración Social)
  10. Carmen Rosa Guiliana Elizabeth Elías Gonzales (Avanza País - Partido de Integración Social)
  11. Juan de Dios Puza Buleje (Avanza País - Partido de Integración Social)
  12. Rómulo Fernando Triveño García (Unidos por la Región)
  13. Luis Alberto Castro Makabe (Fuerza Popular)

## Economía

### Agricultura
Sobresalen los cultivos de espárrago, páprika, pimentón y uva destinados principalmente para la agroindustria y la exportación. Cultivos tradicionales como algodón, frutales, productos de panllevar, etc.

### Industria vitivinícola
Industria tradicional y emblema de la provincia y el departamento de Ica; fabricación y elaboración de vinos y piscos en todas sus variedades, afamados en el mercado nacional e internacional, adquiriendo un notable prestigio.

### Turismo

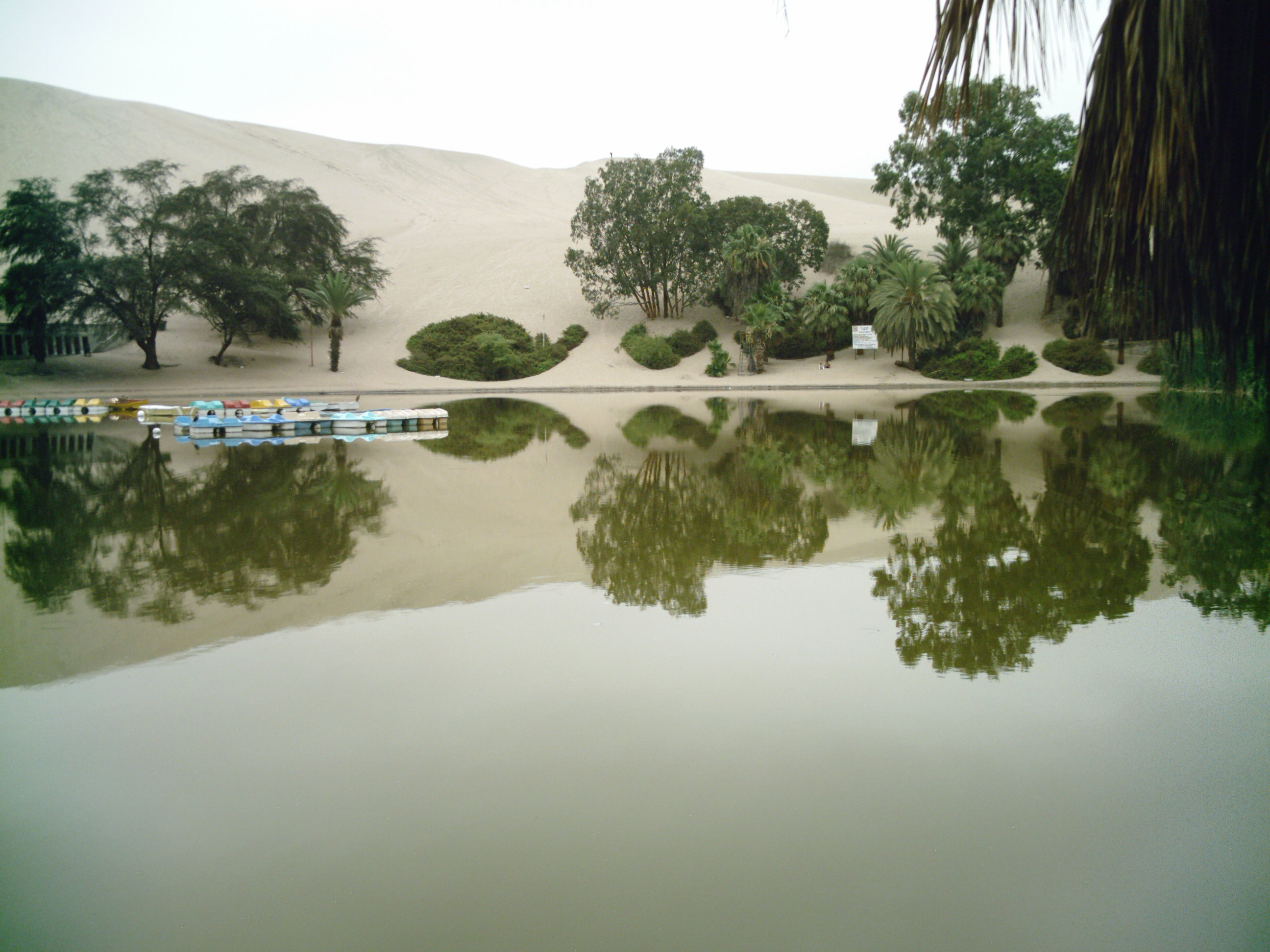
Laguna Huacachina, Ica

- Laguna de Huacachina: Ubicada a 5 km de la ciudad de Ica, la Huacachina es un lugar de descanso y relajo para los iqueños y visitantes, hermoso oasis en medio del desierto rodeado de palmeras y huarangos.
- Catedral de Ica: Fue parte de la Compañía de Jesús, la construcción data de 1700. La iglesia tiene dos estilos; en el exterior neoclásico y en el interior barroco.

- Santuario del Señor de Luren: Considerado el patrón de la ciudad de Ica, de estilo neoclásico, el templo presenta tres portales y una torre puntiaguda donde hay un reloj. Cada año miles de devotos se reúnen para acompañarlo en procesión en Semana Santa y la tercera semana de octubre.

- Casa de Bolívar: Casona del marqués de Torre Hermoza, uno de los pocos ejemplos de arquitectura virreinal que han sobrevivido a los movimientos sísmicos y al crecimiento urbano. Destaca su portada rococó labrada en piedra. Es conocida como la Casa Bolívar, pues alojó al Libertador en su paso por la ciudad.

- Bodegas vitivinícolas: Destacan las bodegas y haciendas Vista Alegre, Tacama y Ocucaje, entre otras; donde se elaboran vinos y piscos de reconocida calidad. Muchas de estas bodegas conservan procedimientos e instrumentales de la época colonial para el destilado de la vid.

- Pueblo de Cachiche: A 4 km al sur de la ciudad, afamado por sus brujas que curaban toda clase de males y daños, cerca del poblado se ha montado sobre un tronco de huarango una imagen alusiva a una bruja.

- Playa de Barlovento: Playa larga de arena y mar ordenado, ideal para el campismo, la pesca y el ecoturismo. Cerca de allí, se encuentra la playa de Carhuas, se puede llegar desde Ica cruzando el desierto en vehículo 4 × 4.

- Cañón de los perdidos

## Transporte
La carretera Panamericana es la principal vía utilizada en la provincia —la ciudad de Ica esta en el km 303—. Hay un tráfico fluido de carga y pasajeros, principalmente hacia la ciudad de Lima y las provincias cercanas del departamento (Chincha, Pisco, Palpa, Nasca y Marcona).
Carretera afirmada hacia los distritos y anexos alejados de la provincia y de los departamentos de Huancavelica y Ayacucho.

## Datos demográficos

### Población
De acuerdo con los resultados del censo nacional de 2017, la población de la provincia de Ica es de 391 519 habitantes, cantidad que representa el 46 % de la población total a nivel departamental. Con una tasa de crecimiento promedio anual de 2,0 %, la provincia de Ica agrupa la mayor población del área urbana (47,1 %) y rural (33 %) del departamento.
El 69,89 % de la población se autoidentifica como mestizo, mientras que el 16,70 % de la población se autoidentifica como quechua. Un 5,50 % se autopercibe como blanco y un 4,10 % se considera afroperuano o afrodescendiente.

### Educación
La provincia de Ica presenta la tasa más baja de analfabetismo del departamento.

## Cultura

### Festividades
- Festival Internacional de la Vendimia
- Semana Santa
- Señor de Luren
- Virgen de Yauca
- Día del Pisco Sour

## Medios de comunicación
| Principales medios de comunicación | Principales medios de comunicación | Principales medios de comunicación |
| Radio                              | Cadena de televisión               | Diarios                            |
| ---------------------------------- | ---------------------------------- | ---------------------------------- |
| Radio Sistema                      | Cadena Sur TV                      | La Opinión                         |
| Radio Paraíso 92.5 FM              | Canal35 ICATV                      | La Voz de Ica                      |
| Amauta Radio 91.9 FM               | Eco TV                             | -                                  |
| Huacachina 88.3 FM                 | Cable Visión Ica                   | -                                  |